# Steve Strange
Steve Strange, pseudonimo di Steven John Harrington (Newbridge, 28 maggio 1959 – Sharm el-Sheikh, 12 febbraio 2015), è stato un cantante e attore britannico, celebre quale frontman dei Visage.

## Biografia
Nato in un piccolo paese del Galles, si trasferì a Londra da teenager e alla fine degli anni '70 divenne uno dei promotori del genere New romantic. Nel 1978 fondò i Visage, gruppo ispirato al trasformismo e al synth pop. Strange partecipò anche al videoclip di Ashes to Ashes di David Bowie. Il gruppo ebbe un enorme successo in tutta Europa grazie al singolo Fade to Grey del 1980. Nel giro di pochi anni, però, la formazione vide diminuire il proprio seguito. 
Negli anni '90 i diversi membri dei Visage fecero quasi completamente sparire le proprie tracce. Steve Strange confessò in un'autobiografia e in alcune interviste di aver avuto problemi di droga. Nel 2004 riunì i Visage con una nuova formazione.
Si spense nel febbraio 2015 in Egitto, dove era stato ricoverato nel dicembre 2014 per difficoltà respiratorie, a causa di un attacco di cuore. A lui si sono ispirati, tra gli altri, Boy George con i Culture Club e Spandau Ballet. Questi ultimi hanno omaggiato il cantante, scomparso solo poche ore prima, sul palco del Festival di Sanremo 2015.

## Curiosità
Steve Strange viene citato nella canzone "pouser" del gruppo OI! Combat 84 a cui "dedicano" l'intero brano.

## Filmografia
- Urban Cowboy, regia di James Bridges (1980)
- Mente omicida (A Mind to Kill) – serie TV, episodio 4x02 (2001)

## Discografia parziale

### Discografia con i Visage

#### Album in studio
- 1980 - Visage
- 1983 - The Anvil
- 1984 - Beat Boy
- 2013 - Hearts and Knives
- 2014 - Orchestral